# Periconia lateralis
Periconia lateralis är en svampart som beskrevs av Ellis & Everh. 1886. Periconia lateralis ingår i släktet Periconia, ordningen Pleosporales, klassen Dothideomycetes, divisionen sporsäcksvampar och riket svampar.   Inga underarter finns listade i Catalogue of Life.